# Branko Ilić
Branko Ilić, född 6 februari 1983 i Ljubljana, Jugoslavien, är en slovensk före detta fotbollsspelare som under sin karriär spelade för klubbar i nio olika länder såväl som för Sloveniens landslag.

## Karriär

### Klubblag
Branko Ilić inledde sin karriär i hemstadens Olimpija Ljubljana, där han gjorde sin debut 2003 i en match mot FC Koper. Han lämnade 2004 för Domžale där han gjorde 64 ligamatcher under tre år. 2007 blev han utlånad till spanska Real Betis, han blev den första slovenen att spela för klubben. 4 februari 2007 gjorde han sin ligadebut och assisterande Roberts mål i en 2-1-seger mot Athletic Bilbao. Efter sex lyckade månader gjordes övergången permanent sommaren 2007. Hans speltid minskade dock drastiskt när klubben värvade Nélson från Benfica 2008 och under sin sista säsong i klubben spelade han bara tre matcher.
Ilić gick därefter till Ryssland för spel med FK Moskva och senare även Lokomotiv Moskva. Efter att ha spelat i Anorthosis Famagusta 2012/13 och Hapoel Tel Aviv 2013/14 värvades Ilić till serbiska Partizan Belgrad där han vann ligan säsongen 2014/15. Sommaren 2015 flyttade han igen, denna gång till FK Astana, som lyckades försvara sitt guld i Premjer Ligasy.
6 januari 2016 skrev Ilić på för japanska Urawa Red Diamonds.

### Landslag
Branko Ilić gjorde sin debut för Slovenien 18 augusti 2004 i en vänskapsmatch mot Serbien. Han var med i truppen till VM 2010 men spelade inte en minut.
Totalt har Ilić gjort 64 landskamper och ett mål.

## Meriter
Olimpija Ljubljana
- Slovenska cupen: 2003

Domžale
- Prva Liga: 2007

Partizan Belgrad
- Serbiska superligan: 2015

Astana
- Premjer Ligasy: 2015